# نبرد کولدینگ (۱۶۵۸)
نبرد کولدینگ(به انگلیسی: Battle of Kolding) در ۲۵ دسامبر ۱۶۸۵ میلادی میان سوئد و نیروهای مشترک‌المنافع لهستان-لیتوانی و دانمارک-نروژ رخ داد. سوئدی‌ها توسط شاه شارل دهم فرماندهی می‌شدند ؛ در حالی که ، فرمانده ی لهستانی‌ها ، استفان زارینسکی بود. عاقبت لهستانی‌ها در این نبرد پیروز شدند.